# François Bernier (comédien)
Pour les articles homonymes, voir François Bernier et Bernier.
François Bernier est un comédien, un auteur et un metteur en scène québécois. Il est l'une des vedettes de la série québécoise Frank vs Girard. Il écrit plusieurs émissions dont Les Parent à Radio-Canada. Il est le cofondateur de la compagnie de théâtre DuBunker avec qui il a joué le NoShow au Festival Trans-Amérique.

## Filmographie

### Télévision
- Frank vs Girard (2007-2010)
- R'garde-moi quand j'te parle (2010-11)
- Comment survivre aux week-ends (2009-2012)
- MDR, mort de rire (2011-13)
- Caméra café (saison 10)
- 2019 : Les Bogues de la vie : Franky

### Cinéma
- 2006 : Jack et Jacques (court métrage) : Pat Beauséjour
- 2008 : Le Cas Roberge  : gars au bar
- 2010 : Les Amours imaginaires  : Baise 1
- 2016 : Les 3 P'tits Cochons 2 : valet